# Gatien de Courtilz de Sandras
Gatien de Courtilz de Sandras (Montargis, 1644 – Parigi, 8 maggio 1712) è stato uno scrittore francese, famoso per aver creato il personaggio di d'Artagnan reso poi celebre dalla penna di Alexandre Dumas nella sua trilogia di romanzi dedicata a I tre moschettieri.

## Biografia
Nel 1688, dopo 18 anni nella compagnia dei Moschettieri, lascia l'esercito francese e si trasferisce nei Paesi Bassi dove si dedica interamente alla scrittura, prevalentemente romanzi storici e pamphlet.
Nel 1700 pubblica la sua opera più famosa: Mémoires de M. d'Artagnan ispirato alla vita del conte d’Artagnan.
Nel 1702 torna in Francia. Autore prolifico e provocatorio, fu più volte imprigionato nella Bastiglia.

## Opere
Tra le sue molte opere si possono ricordare :
- La France devenue italienne, La Haye, P. Bernard, 1685.
- Mémoires de M.L.C.D.R. (le comte de Rochefort), Cologne, Pierre Marteau, 1688
- Histoire de la guerre de Hollande (1672-1677), La Haye, 1689
- La vie de jean-baptiste Colbert Ministre d'état sous Louys XIV Roy de France, Cologne, 1695
- Le grand Alcandre frustré, ou les derniers efforts de l'amour et de la vertu, Cologne, PierreMarteau, 1696
- Mémoires de M. d'Artagnan, Cologne, P. Marteau, 1700
- Mémoires de madame la marquise de Fresne, Amsterdam, 1722